# Jejunojejunostomia
Jejunojejunostomia é uma técnica cirúrgica para formação de uma anastomose entre duas porções do jejuno. É um tipo de desvio que ocorre no intestino. Pode levar à redução acentuada do volume funcional do intestino. Esta técnica também é realizada por meio de cirurgia laparoscópica. O procedimento cirúrgico pode levar a complicações incluindo infecções, hemorragias, estenoses, úlceras, obstrução intestinal, tromboembolismo e desnutrição.